# Zemunik Donji
Zemunik Donji (italienisch Zemonico Inferiore) ist eine Gemeinde in Kroatien.

## Geographie
Zemunik Donji liegt etwa 15 km östlich von Zadar. In der Nähe befindet sich der internationale Flughafen der Stadt Zadar. Vom Zentrum Zadar ist dieser 7 km entfernt.
Die Gemeinde besteht aus den drei Orten Smoković, Zemunik Donji, Zemunik Gornji und hat 2060 Einwohner, wovon allein 1540 im Hauptort Zemunik Donji leben (Volkszählung 2011).

## Geschichte
Im frühen 18. Jahrhunderten siedelten in der Ortschaft Dutzende albanische römisch-katholische Familien, die vor den Osmanen geflüchtet waren. Mittlerweile ist der örtliche gegische Dialekt ausgestorben.

## Persönlichkeiten
- Nikola Dragaš (* 1944), Weltmeister im Bowling
- Tomislav Marijan Bilosnić (* 1947), Schriftsteller und Maler